# Àlex Monner
Alejandro Monner Zubizarreta (Barcelona, 27 de enero de 1995), más conocido como Àlex Monner, es un actor y director español, conocido por interpretar el papel de Lleó en la serie Pulseras rojas.

## Biografía
Debutó en el mundo de la interpretación en la película de Pau Freixas, Héroes, y posteriormente se inició en la pequeña pantalla con la serie de TV3, Pulseras rojas, del mismo director y también con el guion de Albert Espinosa. En la serie interpretó a Lleó, un chico con la pierna amputada a causa del cáncer.
En 2012 participó en la película de terror Rec 3 y fue nominado al Goya por su trabajo en Los niños salvajes.
En junio de 2015, comenzó a rodar la serie Sé quién eres de Telecinco en la que estuvo acompañado por otros actores como Blanca Portillo o Pepón Nieto. Está dirigida por el director de su anterior serie, Pulseras rojas, Pau Freixas, y fue estrenada en 2017.
En 2017 comenzó a grabar la serie de Telecinco Vivir sin permiso junto a José Coronado y Ricardo Gómez. En 2019, agosto, terminó el rodaje de la serie de Movistar+ La línea invisible.
En 2019 se estrenó su primer cortometraje como director Un chico cualquiera Rosario sólo hay una, protagonizado por Emilio Palacios y Loles León.
En 2021 protagonizó la película musical El Cover, junto a Marina Salas, dirigida por Secun de la Rosa y la película dramática inspirada en los refugiados El Mediterráneo, dirigida por Marcel Barrena. Ese mismo año se anunció su papel protagonista para la película original de Netflix Centauro.

## Filmografía

### Cortometrajes
| Año  | Título              | Personaje | Director            |
| ---- | ------------------- | --------- | ------------------- |
| 2020 | Gang                | Alex      | Alex Sardà          |
| 2021 | La Misión           | Narrador  | Miguel Machetti     |
| 2021 | Alop̟ècia adrogenica |           | Salvador Sunyer     |
| 2022 | Tormenta de verano  | Oriol     | Laura García Alonso |
| 2023 | Sushi               | Albert    | Iván Morales        |

### Cine
| Año  | Título                                   | Personaje      | Director            |
| ---- | ---------------------------------------- | -------------- | ------------------- |
| 2010 | Héroes                                   | Ekaitz         | Pau Freixas         |
| 2012 | Los niños salvajes                       | Àlex           | Patricia Ferreira   |
| 2012 | REC 3: Génesis                           | Adrián         | Paco Plaza          |
| 2013 | Barcelona, noche de verano               | Jordi          | Dani de la Orden    |
| 2014 | Marsella                                 | Nacho          | Belén Macías        |
| 2014 | La Fossa                                 | Adrià          | Pere Vilà i Barceló |
| 2014 | Murieron por encima de sus posibilidades | Futbolista     | Isaki Lacuesta      |
| 2015 | Barcelona, noche de invierno             | Jordi          | Dani de la Orden    |
| 2015 | L'artèria invisible                      | Dani           | Pere Vilá i Barceló |
| 2015 | Solo química                             | El Tirillas    | Alfonso Albacete    |
| 2015 | Summer Camp                              | Marcos         | Alberto Marini      |
| 2016 | La próxima piel                          | Gabriel        | Isaki Lacuesta      |
| 2018 | Life Itself                              | Rodrigo        | Dan Fogelman        |
| 2019 | La hija de un ladrón                     | Dani           | Belén Funes         |
| 2019 | El silencio del pantano                  | Fran           | Marc Vigil          |
| 2021 | Bajocero                                 | Chino          | Lluís Quílez        |
| 2021 | El Cover                                 | Dani           | Secun de la Rosa    |
| 2021 | Mediterráneo                             | Santi Palacios | Marcel Barrena      |
| 2022 | Centauro                                 | Rafa           | Daniel Calparsoro   |
| 2024 | El llanto                                | Pau            | Pedro Martín-Calero |

### Series
| Año         | Título                         | Personaje          | Cadena        | Notas                             |
| ----------- | ------------------------------ | ------------------ | ------------- | --------------------------------- |
| 2012 - 2013 | Pulseras rojas                 | Lleó               | TV3           | Elenco principal; 28 episodios    |
| 2014        | El cas dels catalans           | Felipe IV          | TV3           | Película de televisión            |
| 2015        | Cites                          | Ismael García      | TV3           | Elenco principal; 13 episodios    |
| 2016        | Ebre, del bressol a la batalla | Valentín Godall    | TV3           | Película de televisión            |
| 2017        | Sé quien eres                  | Pol Elías Castro   | Telecinco     | Elenco principal; 16 episodios    |
| 2018        | Mira lo que has hecho          | Recluso            | #0            | Episodio: «El ocaso de Occidente» |
| 2018        | Heavies tendres                | Pep                | El 33         | Doblaje; 8 episodios              |
| 2018; 2020  | Vivir sin permiso              | Carlos Bandeira    | Telecinco     | Elenco recurrente; 14 episodios   |
| 2018        | La dona del segle              | Lluís Martí        | TV3           | Película de televisión            |
| 2020        | La línea invisible             | Txabi Etxebarrieta | Movistar+     | Elenco principal; 6 episodios     |
| 2021        | Élite: Historias Breves        | Felipe Ciprian     | Netflix       | Personaje principal; 3 episodios  |
| 2022        | Élite                          | Felipe Ciprian     | Netflix       | Personaje invitado; 3 episodios   |
| 2022        | La ruta                        | Marc Ribó          | Atresplayer   | Personaje principal; 8 episodios  |
| 2024        | La ley del mar                 | Miquel             | La 1 / À Punt | Personaje principal; 3 episodios  |

### Teatro
| Año  | Título        | Director     |
| ---- | ------------- | ------------ |
| 2013 | Jo mai        | Iván Morales |
| 2014 | Festival Grec | Iván Morales |

## Premios y nominaciones
Premios Goya
| Año  | Categoría              | Película           | Resultado | Ref.   |
| ---- | ---------------------- | ------------------ | --------- | ------ |
| 2012 | Mejor actor revelación | Los niños salvajes | Nominado  | [ 10 ] |

Premios Feroz
| Año  | Categoría                           | Película      | Resultado | Ref.   |
| ---- | ----------------------------------- | ------------- | --------- | ------ |
| 2017 | Mejor actor de reparto de una serie | Sé quien eres | Nominado  | [ 11 ] |

Premios Gaudí
| Año  | Categoría                                   | Película           | Resultado | Ref.   |
| ---- | ------------------------------------------- | ------------------ | --------- | ------ |
| 2012 | Mejor interpretación masculina protagonista | Los niños salvajes | Ganador   | [ 12 ] |
| 2017 | Mejor interpretación masculina protagonista | La próxima piel    | Nominado  | [ 13 ] |